# والتون آن در ورلدز
والتون آن در ورلدز (به انگلیسی: Walton on the Wolds) یک روستا و محله مدنی در بریتانیا است که در Charnwood واقع شده‌است. والتون آن در ورلدز ۲۸۸ نفر جمعیت دارد.